# Visita de Estado

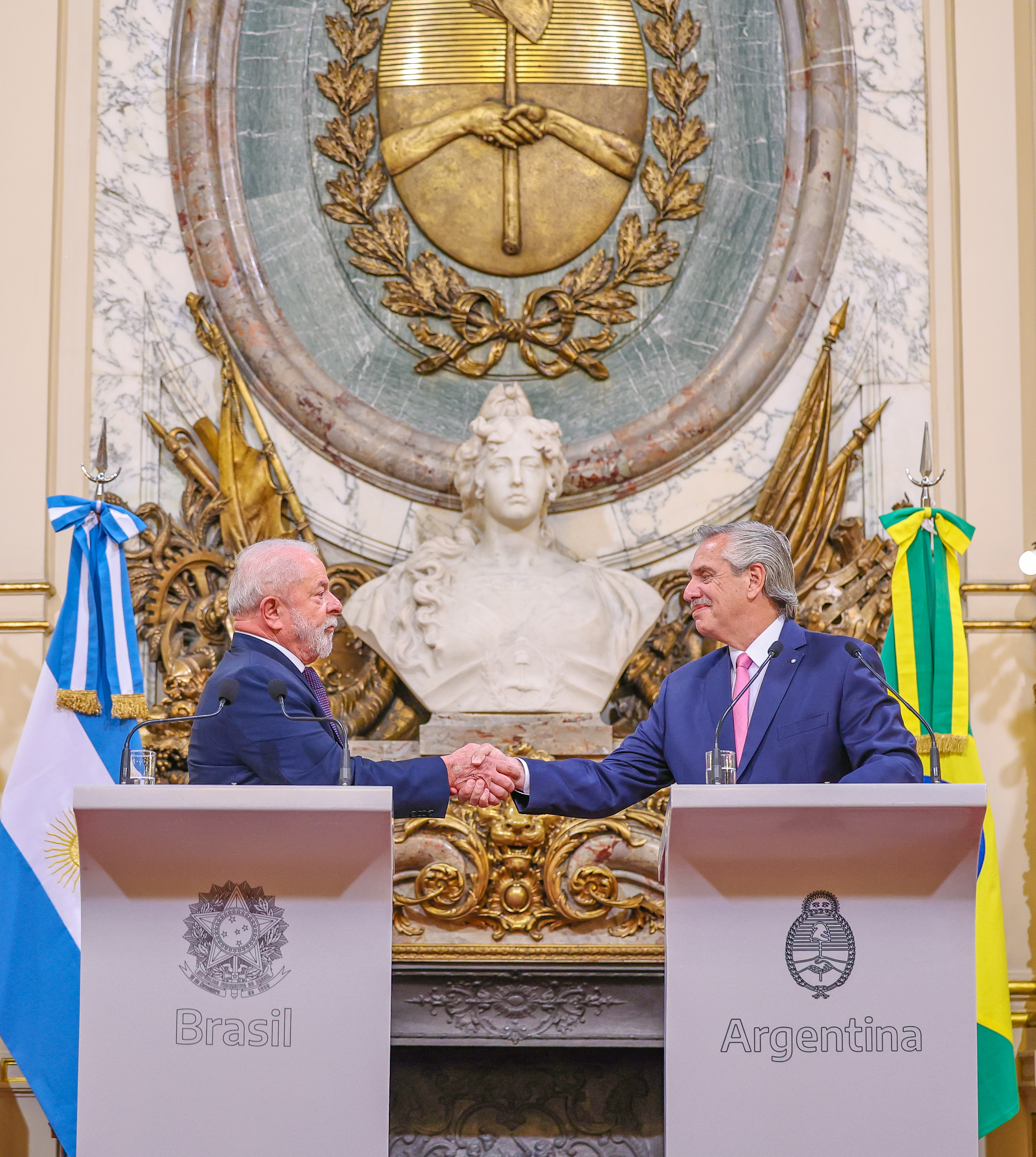
Luis Inácio Lula da Silva, Presidente do Brasil, em visita oficial à Argentina, com o Presidente, Alberto Fernández, em janeiro de 2023.

Visita de Estado, ou visita oficial, é uma viagem formal de um chefe de Estado ou de governo a um país estrangeiro, a convite do chefe de Estado deste país. É a mais alta forma de contato diplomático entre duas nações, simbolizando um reforço em suas relações. O encontro entre mais de dois países é comumente denominado de cimeira, enquanto a visita de um Papa é chamada viagem apostólica.

## Componentes de uma visita de Estado
As visitas de Estado geralmente envolvem alguns ou todos os seguintes componentes (cada país anfitrião tem suas próprias tradições):
- O chefe de Estado visitante (ou representante) é imediatamente saudado na chegada pelo anfitrião (ou por um representante oficial menor, se os dois chefes de Estado se encontrarem mais tarde em outro local) e por seu embaixador (ou outro chefe de missão) credenciado no país anfitrião.
- Uma salva de 21 tiros é disparada em homenagem ao chefe de Estado visitante.
- A execução dos dois hinos nacionais por uma banda militar. O hino do país convidado geralmente é tocado primeiro.
- Uma revisão de uma guarda militar de honra.
- O chefe de Estado (ou representante) visitante é formalmente apresentado aos altos funcionários/representantes do país anfitrião e o chefe de Estado anfitrião é apresentado à delegação que acompanha o chefe de Estado visitante.
- Uma troca de presentes entre os dois chefes de estado (ou representantes).
- Um jantar de estado, seja gravata branca ou gravata preta, é montado pelo chefe de estado anfitrião (ou representante), com o chefe de estado visitante sendo o convidado de honra.
- Uma visita à legislatura do país anfitrião, muitas vezes com o chefe de estado visitante (ou representante) sendo convidado a fazer um discurso formal aos membros reunidos da legislatura.
- Visitas de alto nível dos chefes de estado visitantes (ou representantes) para hospedar marcos do país, como colocar uma coroa de flores em um santuário ou cemitério militar.
- A realização de eventos culturais celebrando os laços entre as duas nações.

O chefe de estado visitante (ou seu representante) geralmente é acompanhado por um ministro sênior do governo, geralmente por um ministro das Relações Exteriores. Por trás do protocolo diplomático, delegações formadas por organizações comerciais também acompanham o chefe de Estado visitante, oferecendo uma oportunidade de fazer networking e desenvolver laços econômicos, culturais e sociais com líderes da indústria no país visitado. No final de uma visita de Estado, o chefe de Estado estrangeiro (ou representante) tradicionalmente emite um convite formal ao chefe de Estado (ou representante) da nação que está sendo visitada que, em outro momento no futuro, faria uma visita de Estado recíproca.
Embora os custos de uma visita de Estado sejam geralmente suportados por fundos estatais do país anfitrião, a maioria das nações recebe menos de dez visitas de Estado por ano, com algumas apenas duas. A maioria dos chefes de estado estrangeiros (ou seu representante) ficará na residência oficial do chefe de estado (ou representante) que está hospedando a visita de Estado, em uma casa de hóspedes reservada para visitantes estrangeiros ou na embaixada de seu próprio país localizada no país estrangeiro que está sendo visitado.

## Elizabeth II
A rainha Elizabeth II foi a chefe de estado mais viajada da história mundial, tendo feito 261 visitas oficiais ao exterior e 96 visitas de Estado a 116 países na época de seu Jubileu de Diamante em 2012. Embora ela fosse soberana de cada um dos reinos da Commonwealth, na prática, ela geralmente realizava visitas de estado completas como rainha do Reino Unido, enquanto o governador-geral relevante realizava visitas de estado para seu respectivo país em nome do soberano. No entanto, a rainha ocasionalmente fazia algumas visitas oficiais e de estado representando um de seus outros reinos da Commonwealth.